# Ligne principale Ōu
La ligne principale Ōu (奥羽本線, Ōu-honsen) est une ligne ferroviaire du réseau JR East au Japon. Elle relie la gare de Fukushima dans la préfecture de Fukushima à la gare d'Aomori dans la préfecture d'Aomori.
La ligne est utilisée par la ligne Shinkansen Yamagata entre Fukushima et Shinjō, et par la ligne Shinkansen Akita entre Ōmagari et Akita. La ligne a donc la particularité d'avoir deux écartements suivant les tronçons : voie normale pour les Shinkansen et certains trains locaux, voie étroite de 1 067 mm pour les autres trains.
La portion comprise entre Fukushima et Shinjō est surnommée ligne Yamagata (山形線, Yamagata-sen).

## Histoire
La construction de la partie nord de la ligne a commencé d'Aomori en 1894 et le premier tronçon ouvrit le 1er décembre de la même année entre Aomori et Hirosaki. La ligne fut ensuite prolongée par tronçon jusqu'à Yokote.
En 1899, la construction de la partie sud débuta à Fukushima et la jonction se fit à Yokote en septembre 1905.
La ligne fut progressivement électrifiée de 1949 à 1975, d'abord en 1 500 V continu, puis en 20 kV alternatif.
En 1987, la JR East décida de convertir la section Fukushima-Yamagata à l'écartement standard pour permettre le passage des Shinkansen depuis Tokyo via la ligne Shinkansen Tōhoku. La section fut opérationnelle en 1992 sous le nom de ligne Shinkansen Yamagata. Par la suite, les sections Yamagata-Shinjō et Ōmagari-Akita furent à leur tour converties pour le prolongement du Shinkansen Yamagata et l'ouverture de la ligne Shinkansen Akita. Sur certains tronçons modifiés, la voie étroite classique a été conservée en parallèle de la voie normale.

## Liste des gares

### Section Fukushima – Shinjō

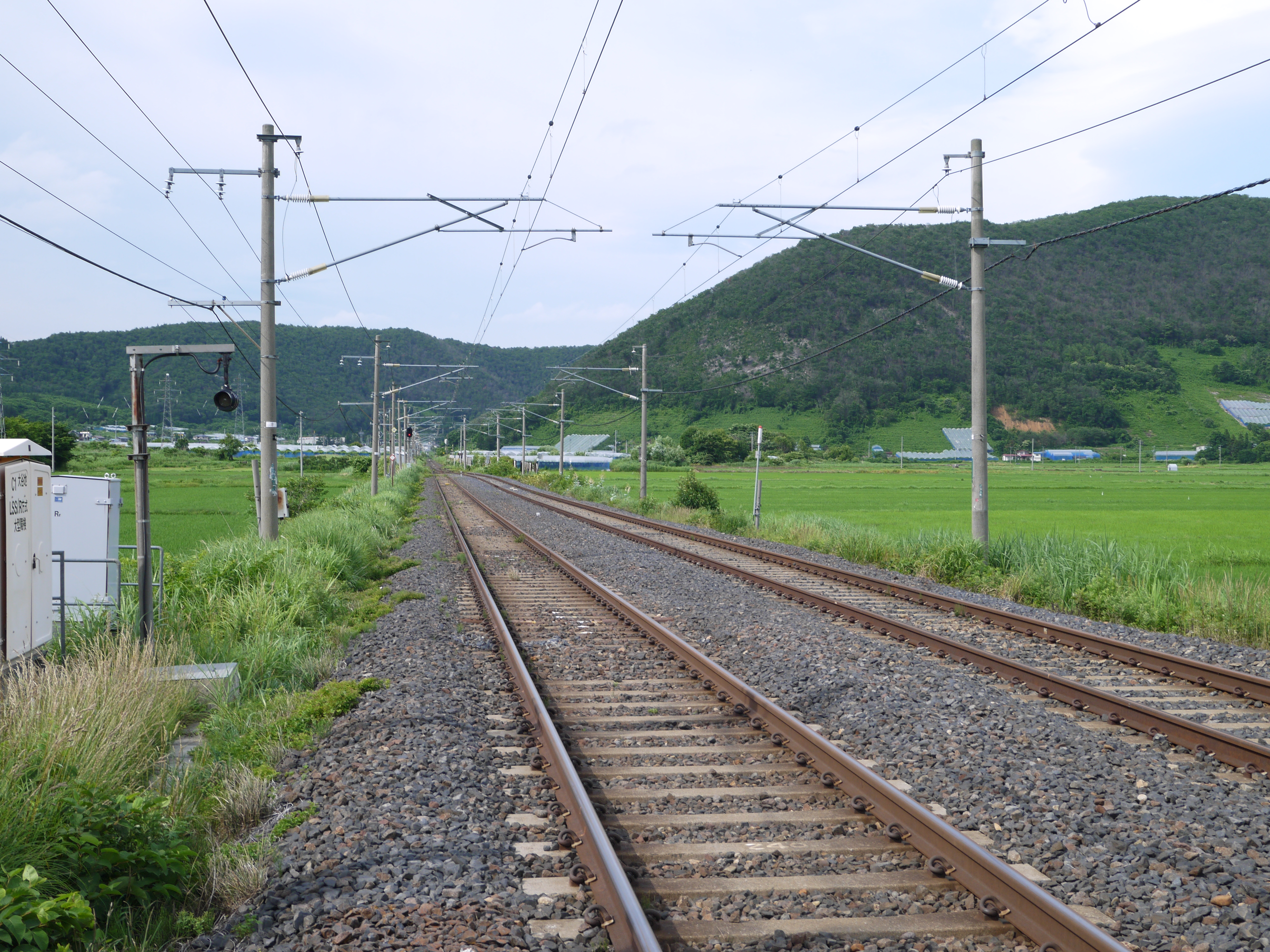
La ligne au signal de Kita-Akayu, près de Fukushima.

Cette section, également appelée « ligne Yamagata », est utilisée par la ligne Shinkansen Yamagata. L'écartement des voies est standard (1 435 mm) et de Yamagata à Uzen-Chitose, une voie est à l'écartement de 1 067 mm pour les trains de la ligne Senzan.
| Gare                 | Nom japonais   | Distance depuis Fukushima (km) | Correspondances | Localisation | Localisation            |
| -------------------- | -------------- | ------------------------------ | --- | ------------ | ----------------------- |
| Fukushima            | 福島           | 0                              | JR East Shinkansen : Tōhoku, Yamagata JR East : Tōhoku AbukumaExpress : Abukuma Express Fukushima Transportation : Iizaka | Fukushima    | Prefecture de Fukushima |
| Sasakino             | 笹木野         | 3,8                            | | Fukushima    | Prefecture de Fukushima |
| Niwasaka             | 庭坂           | 6,9                            | | Fukushima    | Prefecture de Fukushima |
| Itaya                | 板谷           | 21,2                           | | Yonezawa     | Prefecture de Yamagata  |
| Tōge                 | 峠             | 24,5                           | | Yonezawa     | Prefecture de Yamagata  |
| Ōsawa                | 大沢           | 28,8                           | | Yonezawa     | Prefecture de Yamagata  |
| Sekine               | 関根           | 34,8                           | | Yonezawa     | Prefecture de Yamagata  |
| Yonezawa             | 米沢           | 40,1                           | JR East : Shinkansen Yamagata, Yonesaka                                                                                   | Yonezawa     | Prefecture de Yamagata  |
| Oitama               | 置賜           | 45,6                           | | Yonezawa     | Prefecture de Yamagata  |
| Takahata             | 高畠           | 49,9                           | JR East : Shinkansen Yamagata                                                                                             | Takahata     | Prefecture de Yamagata  |
| Akayu                | 赤湯           | 56,1                           | JR East : Shinkansen Yamagata Yamagata Railway : Flower Nagai                                                             | Nan'yō       | Prefecture de Yamagata  |
| Nakagawa             | 中川           | 64,4                           | | Nan'yō       | Prefecture de Yamagata  |
| Uzen-Nakayama        | 羽前中山       | 68,3                           | | Kaminoyama   | Prefecture de Yamagata  |
| Kaminoyama-Onsen     | かみのやま温泉 | 75,0                           | JR East : Shinkansen Yamagata                                                                                             | Kaminoyama   | Prefecture de Yamagata  |
| Mokichi Kinenkan-mae | 茂吉記念館前   | 77,8                           | | Kaminoyama   | Prefecture de Yamagata  |
| Zaō (ja)             | 蔵王           | 81,8                           | | Yamagata     | Prefecture de Yamagata  |
| Yamagata             | 山形           | 87,1                           | JR East : Shinkansen Yamagata, Aterazawa, Senzan                                                                          | Yamagata     | Prefecture de Yamagata  |
| Kita-Yamagata        | 北山形         | 89,0                           | JR East : Aterazawa, Senzan                                                                                               | Yamagata     | Prefecture de Yamagata  |
| Uzen-Chitose         | 羽前千歳       | 91,9                           | JR East : Senzan | Yamagata     | Prefecture de Yamagata  |
| Minami-Dewa          | 南出羽         | 93,6                           | | Yamagata     | Prefecture de Yamagata  |
| Urushiyama           | 漆山           | 94,9                           | | Yamagata     | Prefecture de Yamagata  |
| Takatama             | 高擶           | 97,0                           | | Tendō        | Prefecture de Yamagata  |
| Tendō                | 天童           | 100,4                          | JR East : Shinkansen Yamagata                                                                                             | Tendō        | Prefecture de Yamagata  |
| Midaregawa           | 乱川           | 103,4                          | | Tendō        | Prefecture de Yamagata  |
| Jimmachi             | 神町           | 106,3                          | | Higashine    | Prefecture de Yamagata  |
| Sakurambo-Higashine  | さくらんぼ東根 | 108,1                          | JR East : Shinkansen Yamagata                                                                                             | Higashine    | Prefecture de Yamagata  |
| Higashine            | 東根           | 110,6                          | | Higashine    | Prefecture de Yamagata  |
| Murayama             | 村山           | 113.5                          | JR East : Shinkansen Yamagata                                                                                             | Murayama     | Prefecture de Yamagata  |
| Sodesaki             | 袖崎           | 121,5                          | | Murayama     | Prefecture de Yamagata  |
| Ōishida              | 大石田         | 126,9                          | JR East : Shinkansen Yamagata                                                                                             | Ōishida      | Prefecture de Yamagata  |
| Kita-Ōishida         | 北大石田       | 130,8                          | | Ōishida      | Prefecture de Yamagata  |
| Ashisawa             | 芦沢           | 133,7                          | | Obanazawa    | Prefecture de Yamagata  |
| Funagata             | 舟形           | 140,3                          | | Funagata     | Prefecture de Yamagata  |
| Shinjō               | 新庄           | 148,6                          | JR East : Shinkansen Yamagata, Rikuu Est, Rikuu Ouest                                                                     | Shinjō       | Prefecture de Yamagata  |

### Section Shinjō – Ōmagari

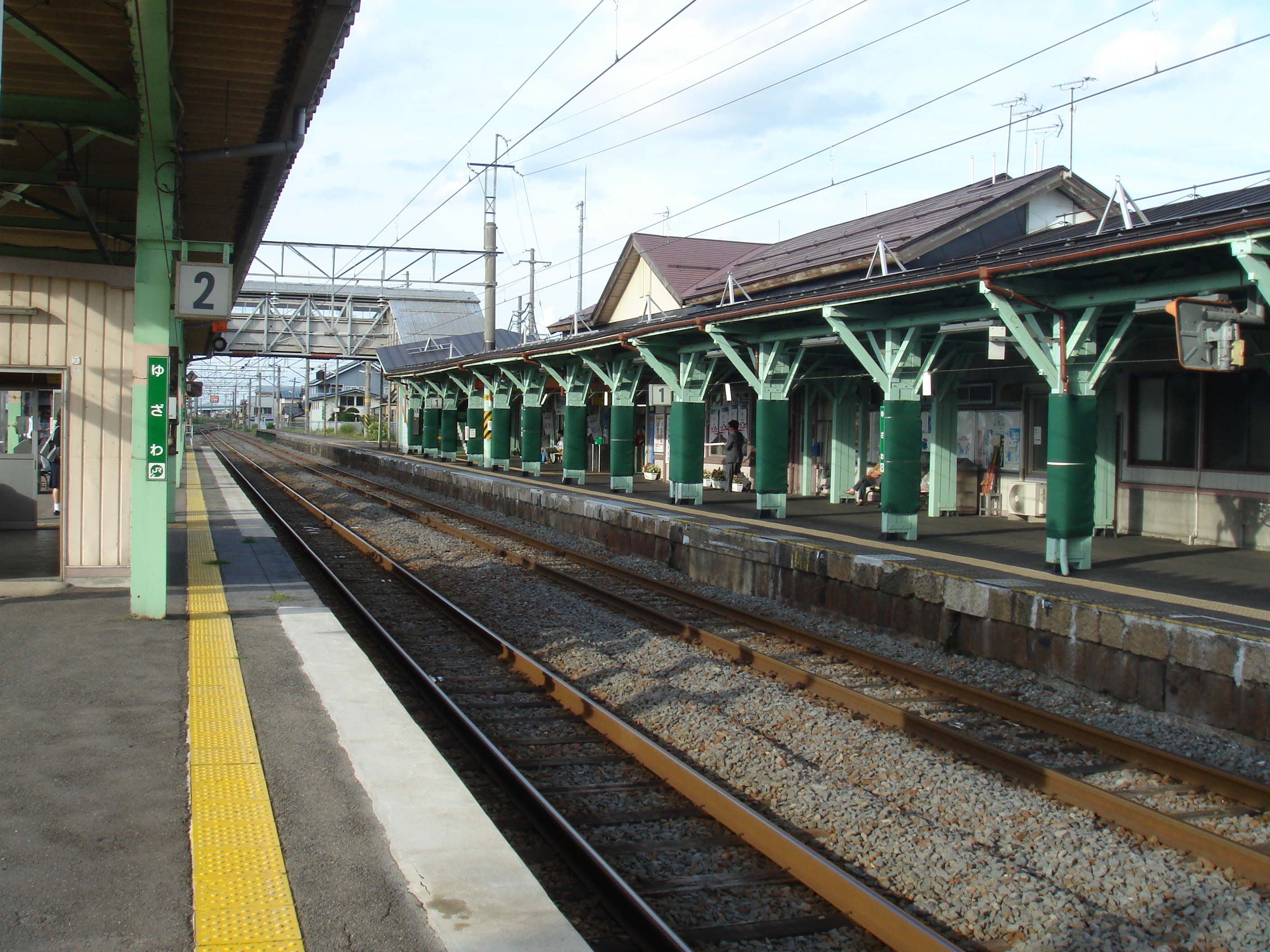
La ligne à la gare de Yuzawa.

Cette section est à voie unique à écartement de 1 067 mm.
| Gare          | Nom japonais | Distance depuis Fukushima (km) | Correspondances                                       | Localisation | Localisation           |
| ------------- | ------------ | ------------------------------ | ----------------------------------------------------- | ------------ | ---------------------- |
| Shinjō        | 新庄         | 148,6                          | JR East : Shinkansen Yamagata, Rikuu Est, Rikuu Ouest | Shinjō       | Préfecture de Yamagata |
| Izumita       | 泉田         | 154,2                          |                                                       | Shinjō       | Préfecture de Yamagata |
| Uzen-Toyosato | 羽前豊里     | 161,3                          |                                                       | Sakegawa     | Préfecture de Yamagata |
| Mamurogawa    | 真室川       | 164,0                          |                                                       | Mamurogawa   | Préfecture de Yamagata |
| Kamabuchi     | 釜淵         | 173,2                          |                                                       | Mamurogawa   | Préfecture de Yamagata |
| Ōtaki         | 大滝         | 180,3                          |                                                       | Mamurogawa   | Préfecture de Yamagata |
| Nozoki        | 及位         | 185,8                          |                                                       | Mamurogawa   | Préfecture de Yamagata |
| Innai         | 院内         | 194,4                          |                                                       | Yuzawa       | Prefecture d'Akita     |
| Yokobori      | 横堀         | 198,4                          |                                                       | Yuzawa       | Prefecture d'Akita     |
| Mitsuseki     | 三関         | 204,4                          |                                                       | Yuzawa       | Prefecture d'Akita     |
| Kami-Yuzawa   | 上湯沢       | 207,1                          |                                                       | Yuzawa       | Prefecture d'Akita     |
| Yuzawa        | 湯沢         | 210,4                          |                                                       | Yuzawa       | Prefecture d'Akita     |
| Shimo-Yuzawa  | 下湯沢       | 214,5                          |                                                       | Yuzawa       | Prefecture d'Akita     |
| Jūmonji       | 十文字       | 217,8                          |                                                       | Yokote       | Prefecture d'Akita     |
| Daigo         | 醍醐         | 221,2                          |                                                       | Yokote       | Prefecture d'Akita     |
| Yanagita      | 柳田         | 224,4                          |                                                       | Yokote       | Prefecture d'Akita     |
| Yokote        | 横手         | 228,3                          | JR East : Kitakami                                    | Yokote       | Prefecture d'Akita     |
| Gosannen      | 後三年       | 234,7                          |                                                       | Misato       | Prefecture d'Akita     |
| Iizume        | 飯詰         | 239,8                          |                                                       | Misato       | Prefecture d'Akita     |
| Ōmagari       | 大曲         | 247,0                          | JR East : Shinkansen Akita, Tazawako                  | Daisen       | Prefecture d'Akita     |

### Section Ōmagari – Akita

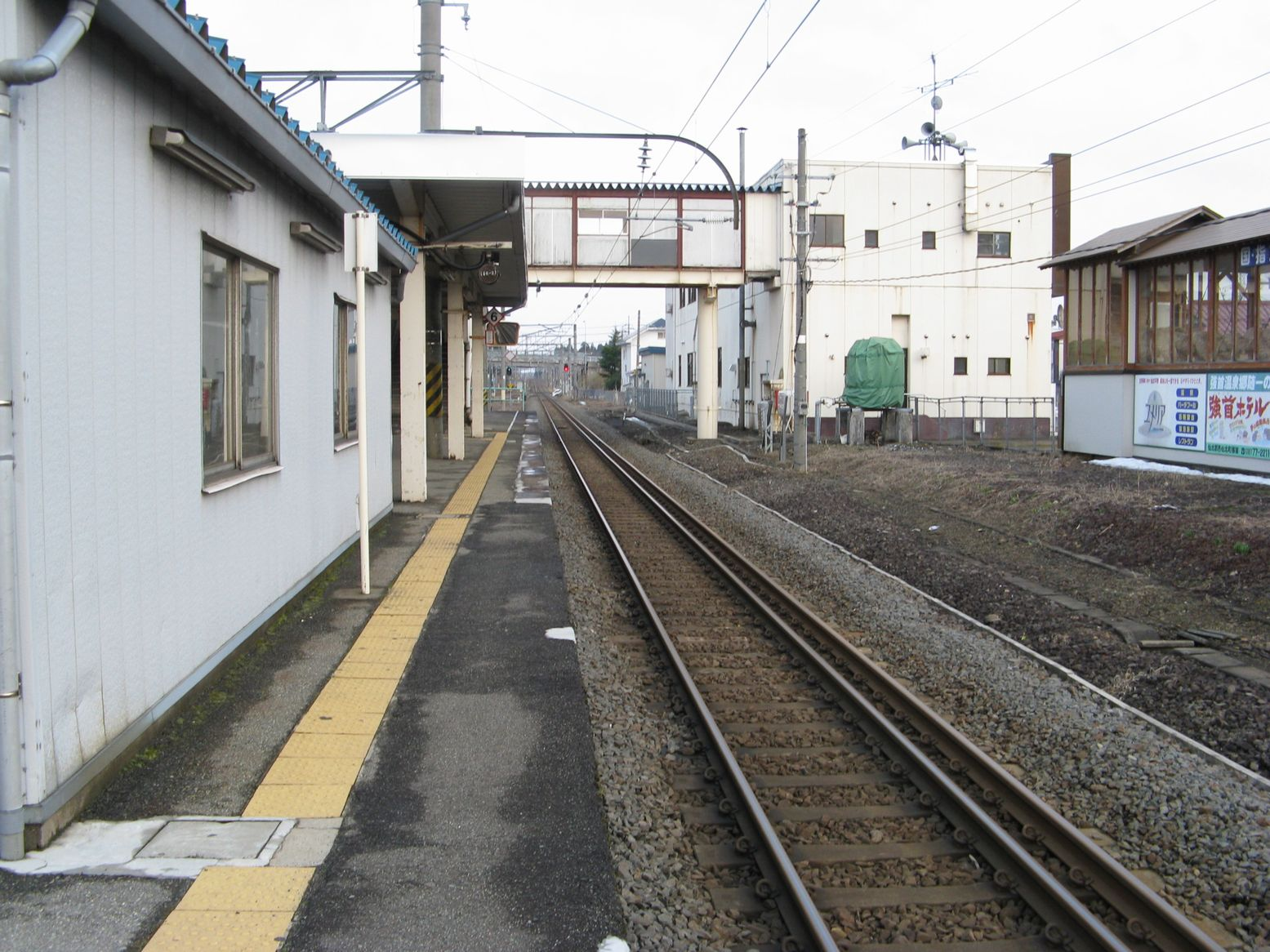
Voie à double écartement à Kariwano.

Cette section est utilisée par la ligne Shinkansen Akita : une voie est à l'écartement standard et l'autre a un écartement de 1 067 mm (parfois cette dernière présente un double écartement).
| Gare          | Nom japonais | Distance depuis Fukushima (km) | Correspondances                      | Localisation | Localisation       |
| ------------- | ------------ | ------------------------------ | ------------------------------------ | ------------ | ------------------ |
| Ōmagari       | 大曲         | 247,0                          | JR East : Shinkansen Akita, Tazawako | Daisen       | Préfecture d'Akita |
| Jingūji       | 神宮寺       | 253,0                          |                                      | Daisen       | Préfecture d'Akita |
| Kariwano      | 刈和野       | 260,6                          |                                      | Daisen       | Préfecture d'Akita |
| Mineyoshikawa | 峰吉川       | 265,4                          |                                      | Daisen       | Préfecture d'Akita |
| Ugo-Sakai     | 羽後境       | 271,9                          |                                      | Daisen       | Préfecture d'Akita |
| Ōbarino       | 大張野       | 280,0                          |                                      | Akita        | Préfecture d'Akita |
| Wada          | 和田         | 285,4                          |                                      | Akita        | Préfecture d'Akita |
| Yotsugoya     | 四ツ小屋     | 292,3                          |                                      | Akita        | Préfecture d'Akita |
| Akita         | 秋田         | 298,7                          | JR East : Shinkansen Akita, Uetsu    | Akita        | Préfecture d'Akita |

### Section Akita – Aomori

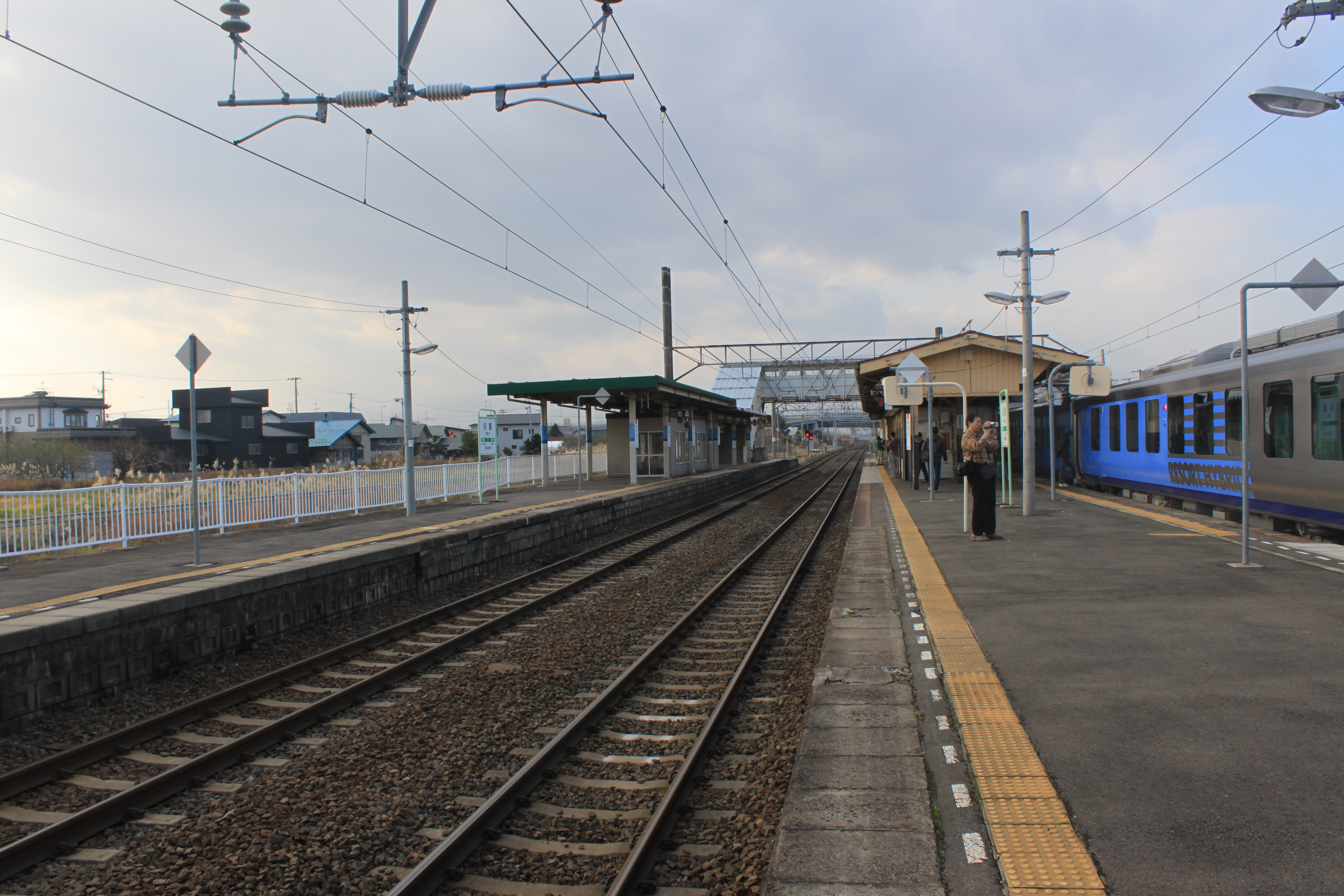
La ligne à Kawabe

Cette section est à double voie avec des passages en voie unique. L'écartement est de 1 067 mm.
| Gare                | Nom japonais | Distance depuis Fukushima (km) | Correspondances                                               | Localisation | Localisation        |
| ------------------- | ------------ | ------------------------------ | ------------------------------------------------------------- | ------------ | ------------------- |
| Akita               | 秋田         | 298,7                          | JR East : Shinkansen Akita, Uetsu                             | Akita        | Préfecture d'Akita  |
| Izumi-Sotoasahikawa | 泉外旭川     | 301,8                          |                                                               | Akita        | Préfecture d'Akita  |
| Tsuchizaki          | 土崎         | 305,8                          |                                                               | Akita        | Préfecture d'Akita  |
| Kami-Iijima         | 上飯島       | 308,3                          |                                                               | Akita        | Préfecture d'Akita  |
| Oiwake              | 追分         | 311,7                          | JR East : Oga                                                 | Akita        | Préfecture d'Akita  |
| Ōkubo               | 大久保       | 318,9                          |                                                               | Katagami     | Préfecture d'Akita  |
| Ugo-Īzuka           | 羽後飯塚     | 322,2                          |                                                               | Katagami     | Préfecture d'Akita  |
| Ikawa-Sakura        | 井川さくら   | 323,6                          |                                                               | Ikawa        | Préfecture d'Akita  |
| Hachirōgata         | 八郎潟       | 327,5                          |                                                               | Hachirōgata  | Préfecture d'Akita  |
| Koikawa             | 鯉川         | 333,0                          |                                                               | Mitane       | Préfecture d'Akita  |
| Kado                | 鹿渡         | 338,4                          |                                                               | Mitane       | Préfecture d'Akita  |
| Moritake            | 森岳         | 345,1                          |                                                               | Mitane       | Préfecture d'Akita  |
| Kita-Kanaoka        | 北金岡       | 349,4                          |                                                               | Mitane       | Préfecture d'Akita  |
| Higashi-Noshiro     | 東能代       | 355,4                          | JR East : Gonō                                                | Noshiro      | Préfecture d'Akita  |
| Tsurugata           | 鶴形         | 360,3                          |                                                               | Noshiro      | Préfecture d'Akita  |
| Tomine              | 富根         | 365,5                          |                                                               | Noshiro      | Préfecture d'Akita  |
| Futatsui            | 二ツ井       | 372,2                          |                                                               | Noshiro      | Préfecture d'Akita  |
| Maeyama             | 前山         | 379,5                          |                                                               | Kitaakita    | Préfecture d'Akita  |
| Takanosu            | 鷹巣         | 384,9                          | Akita Nairiku Jūkan Railway : Akita Nairiku                   | Kitaakita    | Préfecture d'Akita  |
| Nukazawa            | 糠沢         | 388,1                          |                                                               | Kitaakita    | Préfecture d'Akita  |
| Hayaguchi           | 早口         | 393,5                          |                                                               | Ōdate        | Préfecture d'Akita  |
| Shimokawazoi        | 下川沿       | 397,7                          |                                                               | Ōdate        | Préfecture d'Akita  |
| Ōdate               | 大館         | 402,9                          | JR East : Hanawa                                              | Ōdate        | Préfecture d'Akita  |
| Shirasawa           | 白沢         | 409,4                          |                                                               | Ōdate        | Préfecture d'Akita  |
| Jinba               | 陣場         | 416,5                          |                                                               | Ōdate        | Préfecture d'Akita  |
| Tsugaru-Yunosawa    | 津軽湯の沢   | 422,3                          |                                                               | Hirakawa     | Préfecture d'Aomori |
| Ikarigaseki         | 碇ヶ関       | 427,2                          |                                                               | Hirakawa     | Préfecture d'Aomori |
| Nagamine            | 長峰         | 432,0                          |                                                               | Ōwani        | Préfecture d'Aomori |
| Ōwani-Onsen         | 大鰐温泉     | 435,3                          | Kōnan Railway : Ōwani                                         | Ōwani        | Préfecture d'Aomori |
| Ishikawa (ja)       | 石川         | 440,7                          |                                                               | Hirosaki     | Préfecture d'Aomori |
| Hirosaki            | 弘前         | 447,1                          | Kōnan Railway : Kōnan                                         | Hirosaki     | Préfecture d'Aomori |
| Naijōshi            | 撫牛子       | 449,8                          |                                                               | Hirosaki     | Préfecture d'Aomori |
| Kawabe              | 川部         | 453,4                          | JR East : Gonō                                                | Inakadate    | Préfecture d'Aomori |
| Kita-Tokiwa         | 北常盤       | 456,6                          |                                                               | Fujisaki     | Préfecture d'Aomori |
| Namioka             | 浪岡         | 462,1                          |                                                               | Aomori       | Préfecture d'Aomori |
| Daishaka            | 大釈迦       | 467,2                          |                                                               | Aomori       | Préfecture d'Aomori |
| Tsurugasaka         | 鶴ヶ坂       | 473,4                          |                                                               | Aomori       | Préfecture d'Aomori |
| Tsugaru-Shinjō      | 津軽新城     | 478,8                          |                                                               | Aomori       | Préfecture d'Aomori |
| Shin-Aomori         | 新青森       | 480,6                          | JR East : Shinkansen Tōhoku JR Hokkaido : Shinkansen Hokkaidō | Aomori       | Préfecture d'Aomori |
| Aomori              | 青森         | 484,5                          | JR East : Tsugaru Aoimori Railway : Aoimori Railway           | Aomori       | Préfecture d'Aomori |